# دافيد سيرانو
دافيد سيرانو (بالإسبانية: David Serrano Molina) (25 أبريل 1995 ببريميا دي مار في إسبانيا - ) هو لاعب كرة قدم إسباني في مركز جناح ‏. لعب مع نادي بادالونا ونادي جيرونا وGirona FC B ‏.

## وصلات خارجية
- دافيد سيرانو على موقع قاعدة بيانات كرة القدم.إي يو (الإنجليزية)
- دافيد سيرانو على موقع Soccerway.com (الإنجليزية)
- دافيد سيرانو على موقع AS.com (الإسبانية)